# Robozuna
Robozuna is een Engelse animatieserie uit 2018. De eerste uitzending was op 18 oktober 2018 en de laatste aflevering werd op 15 maart 2019 uitgezonden. De serie werd geproduceerd door het Engelse productiebedrijf ITV Studios.